# Pinheiro (Vieira do Minho)
Pinheiro es una freguesia portuguesa del concelho de Vieira do Minho, con 11,96 km² de superficie y 544 habitantes (2001). Su densidad de población es de 45,5 hab/km².